# Флавий Евтихиан
Флавий Евтихиан (лат. Flavius Eutychianus) — восточноримский политик и консул 398 года.

## Биография
По мнению авторов «Prosopography of the Later Roman Empire», Евтихиан был сыном консула 361 года Флавия Тавра. Вывод сделан на основании того, что Тавр был выведен в произведении Синезия Киренского «Египтяне, или О провидении» в образе царя-философа, а его дети послужили прототипами царских детей — Осириса и Тифона. Хотя авторы «Prosopography of the Later Roman Empire» считали, что под Тифоном подразумевался Флавий Евтихиан, Тимоти Барнс и Алан Камерон убедительно доказали, что им был консул 397 года Флавий Кесарий.
Евтихиан исповедовал арианство. Занимал должность комита священных щедрот в 388 году, а в 390 году был влиятельным лицом при императорском дворе. Евтихиан был префектом претория в 396—397 годах, скорей всего в Иллирии, о чём свидетельствует Кодекс Феодосия. В 397—399 годах был префектом претория Востока, а в 398 году стал консулом. В связи с падением Евтропия (лето 399 года), Евтихиан был смещен и заменен Аврелианом. Однако всего лишь через год он вернулся по приказу Гайны, влиятельного военного магистра. Между 404 и 405 годом, Евтихиан был префектом претория Востока во второй раз.